# Campionati italiani di ciclismo su strada 2021
I Campionati italiani di ciclismo su strada 2021 si sono svolti in Emilia-Romagna dal 18 al 20 giugno 2021, in Puglia il 20 giugno, in Lombardia il 3 e 4 luglio.

## Calendario
| Data                   | Località                        | Prova                  | Distanza               |
| Cronometro individuali | Cronometro individuali          | Cronometro individuali | Cronometro individuali |
| ---------------------- | ------------------------------- | ---------------------- | ---------------------- |
| 18 giugno              | Faenza - Faenza                 | Uomini élite           | 45.7 km                |
| 18 giugno              | Faenza - Faenza                 | Donne junior           | 15.7 km                |
| 18 giugno              | Faenza - Faenza                 | Donne élite            | 33.3 km                |
| 26 giugno              | Romanengo - Romanengo           | Uomini Under-23        | 19 km                  |
| 26 giugno              | Romanengo - Romanengo           | Uomini junior          | 19 km                  |
| Corse in linea         |                                 |                        |                        |
| 19 giugno              | Seano - Carmignano              | Uomini Under-23        | 174.7 km               |
| 20 giugno              | Bellaria-Igea Marina - Imola    | Uomini élite           | 225 km                 |
| 20 giugno              | Monopoli - Grotte di Castellana | Donne élite            | 140 km                 |
| 3 luglio               | Boario Terme - Boario Terme     | Uomini junior          | 128.6 km               |
| 4 luglio               | Boario Terme - Boario Terme     | Donne junior           |                        |

## Risultati
| Eventi                 | Oro                  | Tempo    | Argento                | Tempo   | Bronzo            | Tempo   |
| Uomini professionisti  |                      |          |                        |         |                   |         |
| Gara in linea dettagli | Sonny Colbrelli      | 5h29'25" | Fausto Masnada         | a 2"    | Samuele Zoccarato | a 37"   |
| Cronometro dettagli    | Matteo Sobrero       | 58'40''  | Edoardo Affini         | a 25''  | Mattia Cattaneo   | a 41"   |
| Donne Élite            |                      |          |                        |         |                   |         |
| Gara in linea dettagli | Elisa Longo Borghini | 3h57'26" | Tatiana Guderzo        | a 10"   | Ilaria Sanguineti | s.t.    |
| Cronometro dettagli    | Elisa Longo Borghini | 47'17"   | Soraya Paladin         | a 1'10" | Tatiana Guderzo   | a 1'58" |
| Uomini Under-23        |                      |          |                        |         |                   |         |
| Gara in linea dettagli | Gabriele Benedetti   | 4h13'40" | Filippo Baroncini      | a 15"   | Mattia Petrucci   | a 33"   |
| Cronometro dettagli    | Filippo Baroncini    | 22'03"   | Marco Frigo            | a 8"    | Davide Piganzoli  | a 22"   |
| Uomini junior          |                      |          |                        |         |                   |         |
| Gara in linea dettagli | Alessandro Romele    | 3h13'29" | Edoardo Zamperini      | a 1'40" | Federico Biagini  | a 1'42" |
| Cronometro dettagli    | Samuele Bonetto      | 23'06"   | Tommaso Bessega        | a 5"    | Alessandro Romele | a 11"   |
| Donne junior           |                      |          |                        |         |                   |         |
| Gara in linea dettagli | Eleonora Ciabocco    | 2h10'54" | Serena Brillante Romeo | a 9"    | Carlotta Cipressi | s.t.    |
| Cronometro dettagli    | Francesca Barale     | 22'34"   | Carlotta Cipressi      | s.t.    | Eleonora Ciabotto | a 3"    |